# Alex Borguet
Alexandrine Borguet-Fontaine dite Alex Borguet, née à Ougrée le 21 décembre 1904 et morte à Liège le 17 mai 1996, est une femme politique belge.

## Biographie
Après avoir étudié à l'école moyenne de Seraing et obtenu un diplôme de sténodactylo en 1920, Alex Borguet rejoint en 1921 les rangs du Parti ouvrier belge et des Jeunes gardes socialistes, en 1925 ceux des Guildes des Coopératrices. Elle devient, dès 1926, secrétaire des Milices de Défense ouvrière (MDO).
Elle cofonde en 1927 la fédération liégeoise des Femmes prévoyantes socialistes dont elle assume la présidence de 1942 à 1982.
À partir de 1933, elle siège au Comité Fédéral du POB liégeois.
Le 8 décembre 1948, en tant que membre du Parti socialiste belge, elle fait son entrée à la Chambre des Représentants, remplaçant le député Sainte, et y reste à la suite de son élection en tant que députée de Liège en juin 1949 jusqu'au 23 mai 1965.
Elle devient en 1960 secrétaire du Comité national des Femmes socialistes. Un fonds porte son nom. Elle meurt en 1996 à Liège.

### Vie privée
Alex Borguet est née dans une famille ouvrière, d'un père délégué syndical et mineur et d'une mère commerçante. Parmi les huit enfants du couple, seuls trois survivront. Elle épouse Gaston Fontaine, décédé en 1968, avec qui elle a un fils né en 1934.